# 方尾岩遊䲁
方尾岩遊䲁（學名：Enneanectes quadra），為輻鰭魚綱䲁形目三鰭䲁科岩遊䲁屬的一個種，分布於西大西洋加勒比海海域，深度1至9公尺，本魚頭部適中，身體強健，眼睛前部和鼻孔周圍有刺，眼上方有觸鬚，頸背上無觸鬚，上顎兩側沒有牙齒，臉頰、胸肌基部和腹部無鱗，側線2段，稍重疊，前部的鱗片有孔13枚，後部的鱗片有缺口18-20枚，眼後頰部無鱗，胸基部和腹部有鱗，側線後部上方有2排鱗片，鱗片粗糙，身體半透明，後部不呈橙色至紅色，虹膜前面有3條紅色輻條，後面有一條寬紅色帶，身體有5條垂直的棕色條紋，最後一條最暗，呈方角寬矩形，眼睛下方有一條短黑條，背鰭3個，背鰭硬棘15枚、背鰭軟條7枚、臀鰭硬棘2枚、臀鰭軟條15枚，體長可達2.4分，成魚棲息在礁石區，雌魚產附著性卵在藻類築的巢，雄魚會守護卵，幼魚為浮游性，生活習性不明。